# Ел Макферсън
Елинор Нанси Макферсън (на английски: Eleanor Nancy Macpherson), по-известна като Ел Макферсън (на английски: Elle Macpherson), е австралийски фотомодел, актриса и бизнесдама.
Най-известна е с рекордните си пет появи на корицата на списание Sports Illustrated Swimsuit Issue, което ѝ печели прякора „Тялото“, даден ѝ от списание Time през 1989 г. Тя е основател, главен модел и творчески директор на редица бизнес начинания, включително такива за бельо и за продукти за грижа за кожата. Тя е изпълнителен продуцент на предаването на NBC Fashion Star.
Като актриса, Макферсън играе поддържащи роли в Огледалото е с две лица (1996) и в Батман и Робин (1997), както и главна роля в Острието (1997). Появява се и в сериала Приятели.